# Harry Månsus
Erik Harry Månsus, född 2 maj 1941, är en svensk baptistpastor. Han kom att bli den mest kände svenska ekoteologen på 1900-talet och har också haft stort intresse för fredsrörelsen och för Anonyma alkoholister. 
Månsus läste teologi vid det baptistiska seminariet i Rüschlicon i Schweiz, och återvände till Sverige där han blev lärare vid Betelseminariet. På 1980-talet gick han med i tolvstegsprogrammet, som etisk rådgivare på ett behandlingshem enligt "Minnesotamodellen". 
1991 startade Månsus Brommadialogen, som ville verka för dialog mellan kristendom och alternativ andlighet, också kallad "New Age". Denna dialog blev kontroversiell inom frikyrkligheten, då man menade att Månsus hade blivit alltför nyandligt influerad. Dock hade han alltid en kritisk distans till New Age-rörelsen.  
Skapelseandligheten strömmar genom alla Månsus böcker, och han har många anknytningspunkter till Matthew Fox och hans "Creation spirituality". Men det är inte Fox som gett Månsus mest i detta, det är istället en judisk rabbin, Michael Lerner. Det judiska draget är starkt hos Månsus, och skiljer honom från den mera nyandligt inriktade Fox. 
Månsus odlade ett rikt internationellt kontaktnät, politiskt med bl.a. Ronald J. Sider och Jim Wallis, religiöst med Tommy Hellsten och Keith J. Miller. Howard Clinebell blev också en viktig influens med sitt wellbeing-tänkande.